# コルホーン (DD-85)
|          |                                                    |
| 艦歴     |                                                    |
| 発注     |                                                    |
| 起工     | 1917年9月19日                                      |
| 進水     | 1918年2月21日                                      |
| 就役     | 1918年6月13日                                      |
| 退役     | 1922年6月28日                                      |
| その後   | 1942年8月30日に戦没                                |
| 除籍     |                                                    |
| 性能諸元 |                                                    |
| 排水量   | 1,060トン                                          |
| 全長     | 315 ft 5 in (96.14 m)                              |
| 全幅     | 31 ft 9 in (9.68 m)                                |
| 吃水     | 9 ft 2 in (2.79 m)                                 |
| 機関     | 2缶 蒸気タービン2基 2軸推進、13,500shp             |
| 最大速   | 35ノット (65 km/h)                                 |
| 乗員     | 士官、兵員100名                                    |
| 兵装     | 4インチ砲4門、3インチ砲1門、21インチ魚雷発射管12門 |

コルホーン (USS Colhoun, DD-85/APD-2) は、アメリカ海軍の駆逐艦。ウィックス級駆逐艦の1隻。艦名はエドマンド・コルホーン海軍少将に因む。

## 艦歴
コルホーンは1917年9月19日にマサチューセッツ州クインシーのフォアリバー造船所で起工する。1918年2月21日にA・コルホーン夫人によって命名、進水し、1918年6月13日に艦長B・B・ワイガント中佐の指揮下就役、大西洋艦隊に配属される。

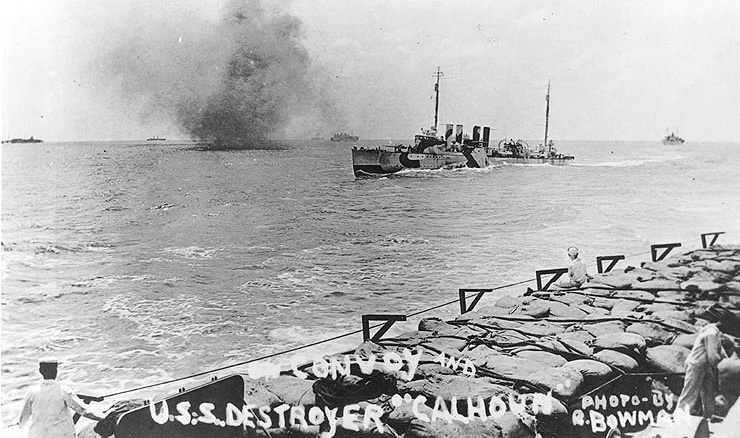
幻惑迷彩を施し船団護衛を行うコルホーン、1918年中頃

1918年6月30日から9月14日までコルホーンはニューヨークとヨーロッパ間の船団護衛を担当した。11月10日にニューロンドンに到着、開発中の聴音装置の実験に参加した。1919年1月1日にコルホーンは、ファイヤーアイランドで編成された北太平洋輸送船団を支援するため急行し、ニュージャージー州ホーボーケンに向かう194名の兵士を輸送した。
カリブ海および東海岸沖での活動後、コルホーンはフィラデルフィア海軍工廠で1919年12月1日に限定就役状態に置かれる。ノーフォーク海軍工廠でのオーバーホールおよびサウスカロライナ州チャールストンでの予備役期間を終え、フィラデルフィアに戻ると1922年6月28日に退役した。
1940年6月5日にノーフォーク海軍工廠まで牽引され、コルホーンは高速輸送艦への改修が行われた。作業が完了すると1940年12月11日に APD-2 として再就役する。コルホーンはノーフォークとカリブ海の間で訓練を行い、その後ニューカレドニアのヌメアへ向けて出航、1942年7月21日に到着した。
コルホーンは第1強襲海兵大隊を乗せ、8月7日に行われたガダルカナル島への強襲揚陸の第一陣に参加した。その後も侵攻作戦において輸送および対潜哨戒に従事した。
1942年8月30日、ガダルカナル島沖を巡行中の14:00にコルホーンは日本軍機の攻撃を受ける。最初の攻撃で艦の救命ボートおよびボートダビッドが破壊され、ボートのディーゼルエンジンから火災が生じた。第2の攻撃で右舷への直撃弾を受け、フォアマストが倒れ20mm砲2門および4インチ砲1門が破壊され機関室にも損傷を受けた。もう2発の直撃弾により、後部デッキハウスの兵員が全て死亡した。ガダルカナル島から来た上陸用舟艇が乗組員を救助し、コルホーンは南緯09度24分 東経160度01分 / 南緯9.400度 東経160.017度の海域で沈没した。この戦闘で51名が死亡し、18名が負傷した。
コルホーンは第二次世界大戦の戦功で1個の従軍星章を受章した。